# Процесс над ведьмами в Висбю (1705)
Процесс над ведьмами в Висбю — один из самых крупных процессов против ведьм на острове Готланд, произошедший в 1705 году в Висбю. Охота на ведьм была редкой в этих краях, особенно во времена шведской власти на землями, поэтому этот процесс является одним из масштабных. В нем также описывается, как старые народные верования были переосмыслены церковью, где посещение маленького подземного народа было истолковано как поездка в Блокулу.

## Дело Ингеборг Йонсдоттер
Ингеборг Йонсдоттер должна была стать главной обвиняемой в ходе процесса. Основным занятием Ингеборг (родилась в 1628) было знахарство. В 1688 году она была привлечена к ответственности за свою врачебную практику. В дальнейшем ей было запрещено продолжать лечение людей. В 1705 году она была снова задержана за нарушение запрета. Чтобы принудить её к признанию вины, были использованы пытки, заключённая также не получала еду, а её пациентов допрашивали. После истязаний престарелая Ингеборг была вынуждена признать, что «состояла в сговоре с дьяволом» и «путешествовала в Блокулу». И что ещё в детстве выучила заклинания для лечения болезней и как доить корову, втыкая нож в стену. Но вместо ожидаемого судьями ведьминского шабаша Ингеборга рассказала о посещении «маленького народа», живущего под землёй. А также о том, что её доставила туда женщина по имени Маргарета Кускес. Общественное мнение было на её стороне, и несколько человек были пойманы на передаче ей продуктов питания. Когда её спросили, почему Болл Матсдоттер Стридж (швед. Bohl Mattsdotter eller Bohl Strijds) сделала это, она ответила, что Стридж тоже была ведьмой и свела в могилу свою невестку. И Кускес, и Стридж были арестованы.

## Дело Кускес и Стридж
Кускес была бедной пожилой женщиной из Висбю, которая копила деньги для получения комнаты в доме для старых и немощных. Молва подозревала, что она зарабатывала деньги через продажу магических услуг. Её подвергли пыткам и она призналась, что в молодости попала под землю в Блокулу, где научилась предсказывать будущее у маленьких людей. Тамошняя женщина посоветовала ей не есть там, иначе она останется там навсегда. Подвергнувшаяся истязаниям и пыткам Кускес просила как можно скорее приговорить её к смертной казни и прекратить её мучить. Бол Стридж же происходила из состоятельной семьи и ругала тюремную стражу и суд, также к ней лучше относились в тюрьме.
Кускес также призналась на допросе в посещении «маленьких людей». Она их описывала как людей небольшого роста, занятых танцами и играми. Рассказ Маргариты во многом повторяет популярные тогда легенды о феях и альвах. Под землей Маргарита была ведома духом, и узнала будущую судьбу некоторых людей. Она рассказала, как она встретила другую женщину, которая предупредила ее, чтобы Маргарита не ела там ничего в подземном мире иначе никогда  не вернется в свой собственный мир.

## Итог
Позже Ингеборг Йонсдоттер и Маргарета Кускес отказались от своих показаний. 9 сентября 1705 года Ингеборг Йонсдоттер заболела и обратилась за разрешением на перевод в лучшую тюрьму, но ее просьба была отклонена.
Её здоровье было серьезно подорвано (9 ноября даже отменили допрос, так как не было слышно её ответов). Полагают, она вскоре она умерла в тюрьме, так как после декабря 1705 года не упоминается ни в одном документе. 28 ноября шкипер Якоб Стридж отправил запрос в Апелляционный суд, добиваясь освобождения своей жены Бол, что и было сделано 18 декабря 1705 года. Маргарета Кускес находилась под стражей в течение следующего года. 18 июня 1706 года суд ратуши рассмотрел обвинения против Маргарет, и счёл наиболее целесообразным направить заявление в Королевский апелляционный суд для дальнейшего расследования. В январе пришёл ответ, и 23 января 1707 года Маргарета Кускес была, наконец, освобождена.